# Kazimierz Kotliński
Kazimierz Kotliński (ur. 12 kwietnia 1974) – białoruski piłkarz ręczny, bramkarz.

## Życiorys
Na Białorusi występował w klubie SKiF Mińsk. W 1997 został zawodnikiem AZS AWF Biała Podlaska, z którym awansował do ekstraklasy i trzy razy wystąpił w finale pucharu kraju. W 2001 przeszedł do francuskiego Villemomble Handball. Po powrocie do Polski grał w Chrobrym Głogów. W sezonie 2007/2008, kiedy był zawodnikiem Miedzi Legnica, „Przegląd Sportowy” uznał go najlepszym bramkarzem polskiej ligi. W latach 2008–2011 występował w Vive Targi Kielce, z którym dwukrotnie zdobył mistrzostwo Polski i trzykrotnie wywalczył puchar kraju. W barwach Vive przez dwa sezony występował również w rozgrywkach Ligi Mistrzów. Następnie był zawodnikiem Warmii Olsztyn i NMC Zabrze, kończąc karierę w białoruskim Victory Regia Mińsk.
Reprezentant Białorusi. Wystąpił w czterech meczach mistrzostw świata w Hiszpanii (2013, 15. miejsce), broniąc ze skutecznością 8% (3/40). Podczas mistrzostw Europy w Danii (2014, 12. miejsce) rozegrał pięć meczów, dysponując 14% (8/57) skutecznością interwencji.
Wnuk Polaka. W 2010, po ośmiu latach starań, otrzymał polskie obywatelstwo.

## Sukcesy
Vive Targi Kielce
- Mistrzostwo Polski: 2009, 2010
- Puchar Polski: 2009, 2010, 2011

Indywidualne
- Najlepszy bramkarz ekstraklasy w sezonie 2007/2008 według „Przeglądu Sportowego”[3]
- Najlepsza „siódemka” ekstraklasy w sezonie 2008/2009[7]
- Uczestnik meczu gwiazd ekstraklasy 2009 (zagrał w polu, zdobył dwie bramki)[7]